# پلاکوسپونجیا
پلاکوسپونجیا (نام علمی: Placospongia) نام یک سرده از رده اسفنج‌های شاخی و متعلق به تیره پلاکوسپونجیدا است.
این گونه، سوزنه‌های سیلیسیم دی‌اکسیدی بسیاری دارد. اعضای این سرده، از غذاهای لاک‌پشت پوزه‌عقابی هستند.